# Leon megye (Florida)
Leon megye az Amerikai Egyesült Államokban, azon belül Florida államban található. Megyeszékhelye és legnagyobb városa Tallahassee. Lakosainak száma 292 198 fő (2020. április 1.). Leon megye Grady, Thomas, Jefferson, Wakulla, Liberty és Gadsden megyékkel határos.

## Népesség
A megye népességének változása:
| Lakosok száma | 276 056 | 278 258 | 283 700 | 281 845 | 286 272 | 292 198 |
|               | 2010    | 2011    | 2012    | 2013    | 2015    | 2020    |